# Distrikt Nakaseke
Nakaseke ist ein Distrikt in Zentraluganda. Die Hauptstadt des Distrikts ist Butalangu. Die größte Stadt ist Nakaseke.

## Lage
Der Distrikt Nakaseke grenzt im Norden und Nordosten an den Distrikt Nakasongola, im Südosten an den Distrikt Luweero, im Süden an den Distrikt Wakiso und im Südwesten an den Distrikt Mityana. Die Distrikte Kiboga und Kyankwanzi liegen im Westen und der Distrikt Masindi im Nordwesten. Butalangu, der Standort des Bezirkshauptquartiers, liegt ungefähr 66 Kilometer nördlich von Kampala, der Hauptstadt Ugandas und der größten Stadt des Landes.

## Demografie
Die Bevölkerungszahl wird für 2020 auf 234.600 geschätzt. Davon lebten im selben Jahr 20 Prozent in städtischen Regionen und 80 Prozent in ländlichen Regionen.
| Zensusjahr | Einwohnerzahl |
| ---------- | ------------- |
| 1994       | 093.804       |
| 2002       | 137.278       |
| 2014       | 197.373       |

## Wirtschaft
Die Landwirtschaft ist die wichtigste wirtschaftliche Aktivität in den Bezirken. Dazu gehört der Anbau von Kaffee, Mais, Bohnen, Bananen, Maniok, Süßkartoffeln, Gemüse wie Tomaten, Kohl und Früchten wie Ananas und Mangos. Das Fischen in den Sümpfen der Region, die Aufzucht von Rindern (für Fleisch und Milch), Ziegen und Hühnern sind einige weitere Aktivitäten. Etwa 90 Prozent der Landwirte wenden traditionelle Anbaumethoden an. Ihre Produkte finden Abnehmer auf den Märkten von Kampala.

## Gesundheit
Der Distrikt Nakaseke verfügt über sieben Gesundheitseinrichtungen, darunter ein öffentliches Krankenhaus mit 100 Betten, das Nakaseke Hospital, das vom ugandischen Gesundheitsministerium verwaltet wird. Es gibt auch ein Gemeinschaftskrankenhaus in Kiwoko, das Kiwoko-Krankenhaus, das von der Kirche von Uganda verwaltet wird. 
Der Zugang zu sauberem Wasser ist über ein Netz von Bohrlöchern und geschützten Quellen möglich. Eines der größten gesundheitlichen Probleme ist die hohe Prävalenz von AIDS im Distrikt. Im März 2014 wurde die Prävalenzrate der Krankheit im Distrikt auf etwa 8 % geschätzt, verglichen mit dem nationalen Durchschnitt von 6,5 %. Der Distrikt Nakaseke hat damit eine der höchsten HIV-/AIDS-Prävalenzrate von allen Distrikten des gesamten Landes.